# Marcellin Marbot
Jean-Baptiste Antoine Marcelin Marbot, conocido como Marcellin Marbot (francés: /maʁsølɛ̃ maʁbo/; Altillac, 18 de agosto de 1782 - París, 16 de noviembre de 1854) fue un militar francés que participó en las guerras napoleónicas. Provenía de una familia de nobleza militar de Quercy que daría a Francia tres generales en menos de cincuenta años. Pasó su carrera en la plana mayor del ejército francés bajo la Francia napoleónica y ascendió al rango de Teniente general (general de división) en 1836, durante el reinado de Luis Felipe I. Sus Memorias constituyen un notable testimonio de la epopeya napoleónica.

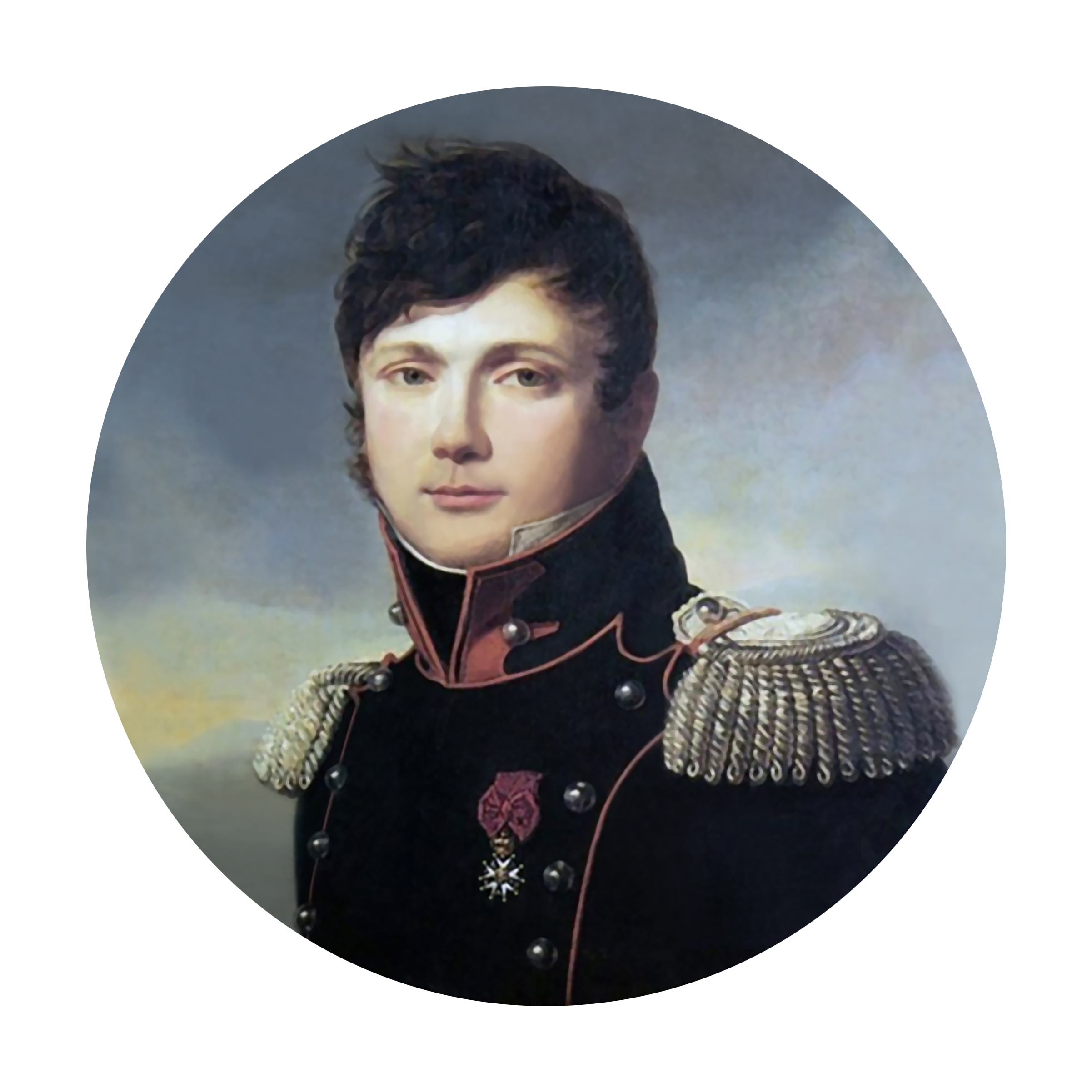
El coronel Marbot como comandante del 23.º regimiento de cazadores a caballo en 1812

Era hijo del general Jean-Antoine Marbot (1754-1800). Su hermano mayor, Adolphe Marbot (1781-1844), también fue general.

## Distinciones honoríficas
Imperio francés
- Orden Nacional de la Legión de Honor:
  -  Caballero (1808)
  -  Oficial (1813)

 Reino de Francia
- Real y militar Orden de San Luis:
  -  Caballero (1827)

 Reino de Francia
- Orden Real de la Legión de Honor:
  -  Comendador (1831)
  -  Gran-Oficial (1836)

 Reino de Bélgica
- Orden de Leopoldo:
  -  Comendador (1833)

 Gran Ducado de Luxemburgo
- Orden de la Corona de Roble:
  -  Gran Cruz (1842)